# Біогеохімічна провінція
Біогеохімі́чні прові́нції (далі Б.п.) — області на поверхні Землі, що розрізняються за вмістом (в їх ґрунтах, водах тощо) елементів (або сполук), з якими пов'язані певні біологічні реакції з боку місцевої флори і фауни.
Склад ґрунтів впливає на підбір, розподіл рослин і на їх мінливість під впливом тих чи інших сполук, чи елементів, що знаходяться в ґрунтах. Межі поширення певної флори чи фауни у межах однієї ґрунтової зони нерідко збігаються з областю розвитку певних гірських порід або геологічних формацій. Добре відома специфічна рослинність, поширена на серпентинітах, вапняках, в безстічних засолених областях, на пісках тощо.
Різка недостатність або надмірність вмісту якого-небудь елемента в середовищі викликає в межах даної Б.п. біогеохімічні ендемії — захворювання рослин, тварин і людини. Наприклад, при недостатності йоду в їжі — простий зоб у тварин і людей, при надмірності в ґрунтах — поява отруйної флори і багато інших ендемій.
По генезису виділяють 2 типи Б.п:
1. Б.п., пристосовані до певних ґрунтових зон у вигляді окремих плям або областей і визначаються недостатністю того чи іншого елементу в середовищі. Наприклад, для зон підзолистих і дерново-підзолистих ґрунтів Північної півкулі, що тягнуться майже через всю Євразію, характерні Б.п., пов'язані з недостатністю йоду, міді та ін. Подібні Б.п. з характерними для них ендеміями (зоб, акобальтоз, ламкість кісток у тварин тощо) не зустрічаються в сусідній зоні чорноземів. Причина лежить у великій рухливості іонів Со ґрунтах Південної півкулі. Цей тип Б.п. має негативний характер, тому що виникає в результаті недостатності того або іншого елемента в середовищі.
2. Б.п. і ендемії, що зустрічаються в будь-якій зоні. У цьому сенсі вони мають інтразональний характер і виникають на тлі первинних або вторинних ореолів розсіяння рудної речовини родовищ, солоних відкладень, вулканогенних еманацій тощо, Наприклад, борні Б.п. і ендемії (серед флори і фауни) виявлені в безстічних областях; флюороз людини і тварин — в області нещодавно діючих вулканів, родовищ флюориту і тварин — в межах родовищ тощо Цей тип провінцій і ендемій має переважно позитивний характер, оскільки пов'язаний з надмірним вмістом елементів у середовищі.

Елементи, що утворюють добре розчинні сполуки в ґрунтових умовах, викликають найсильнішу біологічну реакцію у місцевої флори. Має значення і форма знаходження елементів в середовищі. Наприклад, викликає у тварин захворювання тільки в районах з лужними ґрунтами (кислота дає розчинні сполуки з лугами); в районах кислих ґрунтів надлишок не викликає захворювань.
В межах Б.п. розрізняють 2 види концентрації організмами елементів: груповий, коли всі види рослин в даній провінції так чи інакше накопичують певний елемент, і селективний, коли є певні організми-концентратори того або іншого елемента незалежно від рівня вмісту цього елемента в середовищі.
Відомі різні види рослин, які в Б.п. концентрують певні елементи і піддаються при цьому мінливості. До них належать специфічна галмейна флора (концентруюча), вапняна, галофітна, серпентинітова флора і багато інших.
В залежності від конституційних властивостей даного виду організму і особливо при тривалому ізольованому існуванні його в тій чи іншій Б.п. виникає мінливість організмів — поява фізіологічних рас (без видимих зовнішніх змін), морф, варіацій, підвидів і видів. Це супроводжується підвищенням вмісту в організмах відповідних елементів. З'являються також мутанти зі зміною в ядрах клітин тощо; мінливість може набути спадковий характер, особливо у мікробів.
Багато рідкісних і розсіяних елементів (мікроелементи) відіграють значну фізіологічну роль, входячи в фізіологічно важливі органічні сполуки в організмів — в дихальні пігменти, ферменти, вітаміни, гормони і інші акцесорні фізіологічно важливі речовини.
Відомо понад 30 елементів (ВЗаголовок посилання, С, Са та ін.), з якими пов'язано утворення Б.п., ендемій і поява організмів-концентраторів .
На основі вивчення екології Б.п. в практику боротьби з відповідною ендемією в Б.п. широко увійшло використання елементів (В, Cu, Со та ін.) як добрив або при підгодівлі тварин. На основі вивчення вмісту елементів в ґрунтах і рослинах був створений біогеохімічний метод пошуків корисних копалин. В геологічному минулому Б.п. також відігравали значну роль у відборі і зміні флори і фауни. Реконструкція палеобіогеохімічних провінцій може багато чого пояснити в еволюції органічного світу.
Крім біохімічних провінцій і регіонів, виділяються також субрегіони. Окрему групу становлять біогеохімічні провінції, які характеризуються по якомусь одному елементу (наприклад, нестача або надлишок заліза).

## Антропогенна біогеохімічна провінція
Господарська діяльність людини може привести до утворення і антропогенних біогеохімічних провінцій. Такими є території з аномально високим вмістом нітратів у криничній і ґрунтовій воді, території, на яких відбулося осідання радіонуклідів в результаті аварії на Чорнобильській АЕС або на яких зосереджені підприємства машинобудівної та приладобудівної промисловості, де в ґрунтах аномально високий вміст свинцю, бору, нікелю, міді, ванадію, вольфраму, хрому та інших металів (Чубанов, Киселев, Бойко, 1989).

## Ресурси Інтернета
- Понятие о биогеохимических провинциях
- Биогеохимическая провинция[недоступне посилання з червня 2019]
- Биогеохимическая провинции // Медицинская география